# Kosuke Okanishi
Kosuke Okanishi (岡西 宏祐 Okanishi Kosuke?), född 17 juli 1990 i Osaka prefektur, är en japansk fotbollsspelare.
Okanishi började sin karriär 2013 i Ventforet Kofu.